# جون ليفينغستون
جون ليفينغستون (بالإنجليزية: John Livingston)‏ هو فلاح ودلال ومستكشف وسياسي أسترالي وبريطاني (وحمل سابقاً جنسية المملكة المتحدة لبريطانيا العظمى وأيرلندا)، ولد في 19 سبتمبر 1857 في مونت غامبير في أستراليا، وتوفي في 4 سبتمبر 1935 في ملبورن في أستراليا. حزبياً، نشط في حزب التجارة الحرة. وقد انتخب عضو مجلس النواب جنوب أستراليا من الجمعية عن دائرة Electoral district of Victoria and Albert ‏ وقد انضم خلال فترته النيابية (3 مايو 1902 – 2 نوفمبر 1906)  للكتلة البرلمانية مستقل وانتخب عضو مجلس النواب الأسترالي عن دائرة باركر ‏ (12 ديسمبر 1906 – 6 نوفمبر 1922) وانتخب عضو مجلس النواب جنوب أستراليا من الجمعية عن دائرة Electoral district of Victoria ‏ وقد انضم خلال فترته النيابية (29 أبريل 1899 – 2 مايو 1902)  للكتلة البرلمانية مستقل.